# Račický potok (přítok Rouchovanky)
Račický potok je pravostranný přítok říčky Rouchovanky v okrese Třebíč v Kraji Vysočina. Délka toku činí 9,5 km. Povodí má rozlohu 31,8 km².

## Průběh toku
Potok pramení západně od Odunce a vlévá se zprava do Rouchovanky poblíž zaniklé vesnice Mstěnice. Při dolním toku potoka je vedena trasa naučné stezky Hrotovicko.

### Větší přítoky a rybníky
Do Račického potoka se vlévá Sadní potok, Myslibořický potok a potok Bříští. Leží na něm Račický rybník, dvojice nových rybníků Chobot a Stinský rybník.

## Vodní režim
Průměrný průtok Račického potoka u ústí činí 0,062 m³/s.
N-leté průtoky u ústí:
| N-leté průtoky | Q1   | Q5 | Q10 | Q50 | Q100 |
| -------------- | ---- | -- | --- | --- | ---- |
| Q [m³/s]       | 4,76 | –  | –   | –   | 17,9 |